# Анастасија Спасевска
Анастасија Спасевска (Куманово, 22. јул 2005) македонска је певачица.

## Биографија
Спасевска је ишла у музичку школу од осме године. Са својих 16 година учествовала је у такмичењу IDJ Show 2022. године. Најпре је испала, није ушла у топ 12, али је касније одлуком жирија и продукције враћена у такмичење. Ментор јој је био Реља Поповић.
Прва песма коју је снимила зове се Hot Sauce. У марту 2024. године објавила је песму Твоја Нина.

## Дискографија

### Синглови
- Hot Sauce (2022)
- Пец пец (2022)
- Твоја Нина (2024)
- Соло (2024)

### Обраде
- Masterpiece (2021)
- Ране (2022)
- Мила x Мост на Ади x Хијена (2022)
- Jасно ми је са Ермином (2022)
- Hasta La Vista са Натали Балмикс (2022)
- Руине (2022)
- Bella са Саром Зинаић (2023)
- Твоја Нина са Нином Симоновић (2024)

## Награде и номинације
| Година | Награда | Категорија  | Рад       | Исход      | Реф.   |
| ------ | ------- | ----------- | --------- | ---------- | ------ |
| 2023.  |         | Треп нумера | Hot Sauce | Номинација | [ 13 ] |